# Alcuéscar
Alcuéscar est une commune de la province de Cáceres dans la communauté autonome d'Estrémadure en Espagne.

## Culture et patrimoine
- Basilique Sainte Lucie du Trampal